# Йенч, Карл Альфред
Карл Альфред Йенч (нем. Karl Alfred Jentzsch; 29 марта 1850, Дрезден — 1 августа 1925, Гиссен) — немецкий геолог.
Учился в Дрезденской Высшей технической школе, затем изучал математику и естествознание в Лейпциге.
С 1875 года геолог Физико-экономического общества в Кёнигсберге, с 1891 года — директор провинциального музея Восточная Пруссия, позднее также профессор Кёнигсбергского университета. С 1881 года окружной геолог Геологической службы в Берлине. С 1899 года — королевский земельный геолог (Landesgeologe) в Берлине. Тайный горный советник. В 1900 году опубликовал список природных памятников Восточной Пруссии. Занимался составлением геологических карт, особенно восточных и западных областей Пруссии.

## Труды
- «Die geologische-mineralogische Literatur Sachsens» (Лейпциг, 1874)
- «Bericht über geologische Durchforschung der Provinz Preussen» (Кёнигсберг, 1877—1878)
- «Die Moore der Provinz Preussen» (там же, 1878)
- «Die Zusammensetzung des altpreußischen Bodens» (1879)
- "Ein Tiefbohrloch in Königsberg, Jahrb. Geolog. Landesanstalt (1881.)
- «Höhenschichtenkarte der Provinz Ostpreußen» 1:300 000, Kgb. (1891), вместе с G.Vogel.
- «Der Untergrund des norddeutschen Flachlandes». Schriften d. phys.-ökonom. Ges. Kgb. (1891)
- «Bericht über die geologische Durchforschung des norddeutschen Flachlands» (т. I, Кёнигсберг, 1881)
- «Die neuern Fortschritte der Geologie Westpreussens» (1888)
- «Uebersicht der Geologie Ost- und Westpreussens» (1892)
- «Begleitworte zur Höhenschichtenkarte» (Schriften d. phys.-ökonom. Ges. z. Kgb., 1895)
- «Neue Gesteinaufschlüsse in Ost- und Westpreußen», Jahrb. Geolog. Landesanstalt (1896)
- «Der tiefere Untergrund Königsberg mit Beziehung auf die Wasserversorgung der Stadt» (Jahrb. Geolog. Landesanstalt, Bd. XX, 1899)
- «Beiträge zur Naturkunde Preußens» (Königsberg, 1900)